# Dominic Purcell

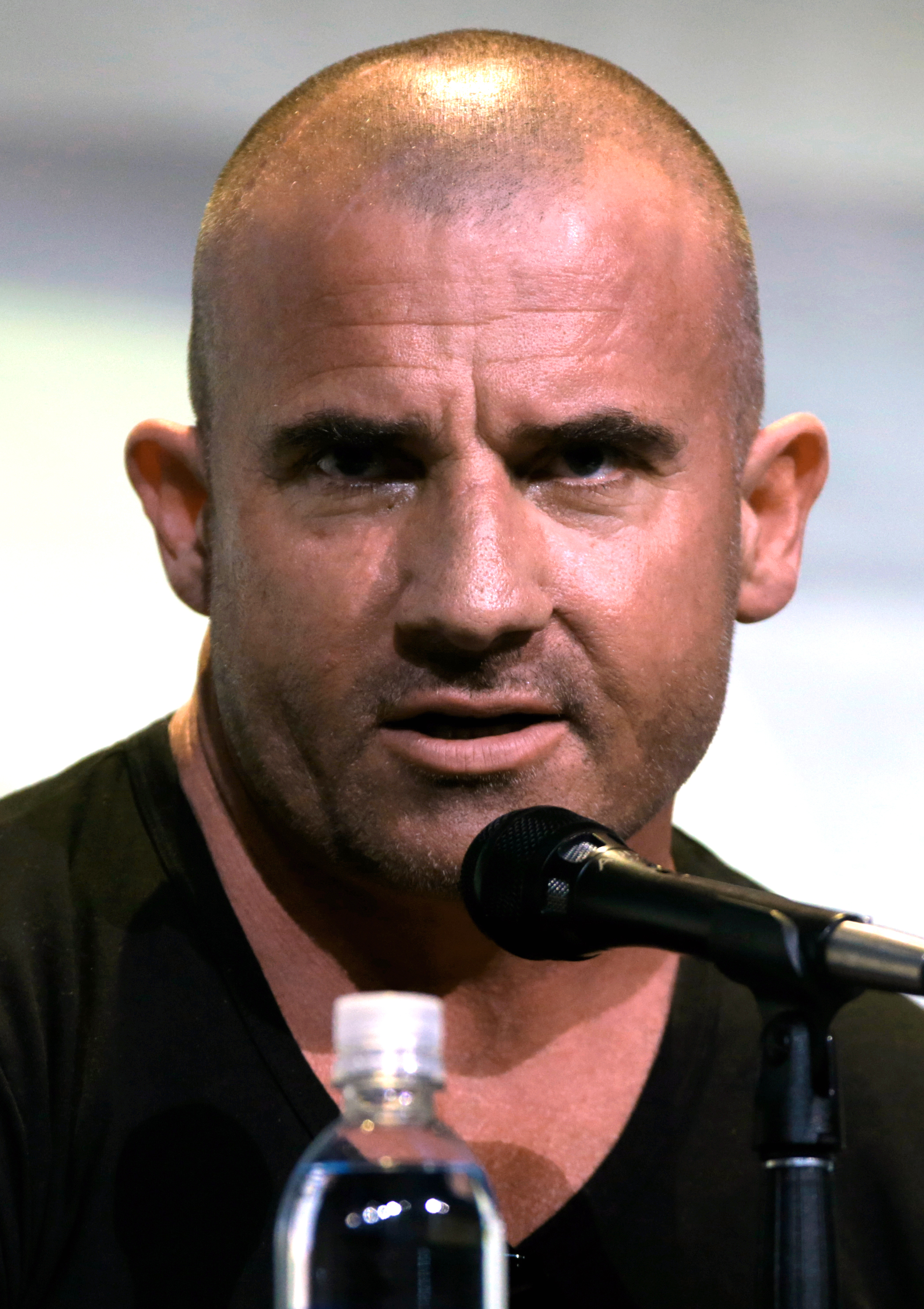
Dominic Purcell auf der Comic-Con 2016

Dominic Haakon Myrtvedt Purcell (* 17. Februar 1970 in Wallasey, Cheshire, England) ist ein australischer Schauspieler.

## Leben
Dominic Purcell hat einen norwegischen Vater und eine irische Mutter. Im Jahr 1972 zog die Familie von England nach Sydney in Australien. Purcell wurde zum Landschaftsarchitekten ausgebildet, später entschied er sich für die Schauspielschulen The Australian Theatre for Young People und Western Australian Academy of Performing Arts. Er debütierte im Jahr 1997 in der australischen Fernsehserie RAW FM. Im Fernsehfilm Die Tochter des Präsidenten: In tödlicher Gefahr (1999) spielte er neben Mariel Hemingway und Monica Keena, im Film Mission: Impossible II (2000) spielte er neben Tom Cruise.
Im Jahr 2000 erhielt Purcell die Green Card und konnte in die Vereinigten Staaten einreisen. Er spielte die Hauptrolle im Fernsehfilm John Doe und in der späteren gleichnamigen Fernsehserie. Im Film Blade: Trinity (2004) spielte er neben Wesley Snipes und Kris Kristofferson. Von 2005 bis 2009 spielte er die Hauptrolle des Häftlings Lincoln Burrows in der US-Fernsehserie Prison Break. Die Serie wurde 2017 mit einer fünften Staffel abgeschlossen.
Mit seiner Frau Rebecca hat Purcell vier Kinder (* 1999, 2001 und 2003). Bis zu seiner Trennung lebte das Paar in Los Angeles. Von 2011 bis 2014 war Purcell mit AnnaLynne McCord liiert.
Seit Juni 2022 ist er mit Tish Cyrus liiert. Das Paar heiratete im August 2023. Purcell ist Stiefvater von Brandi, Trace, Braison, Noah und Miley Cyrus.

## Filmografie (Auswahl)
- 1996: Water Rats – Die Hafencops (Water Rats, Fernsehserie)
- 1998: Moby Dick
- 1999: Beastmaster – Herr der Wildnis (BeastMaster, Fernsehserie)
- 1999: Die Tochter des Präsidenten: In tödlicher Gefahr (First Daughter)
- 2000: Mission: Impossible II
- 2001: Scenes of the Crime
- 2001: Invincible – Die Liga der Unbesiegbaren (Invincible)
- 2001: Die verlorene Welt (Sir Arthur Conan Doyle’s The Lost World, Fernsehserie, Folge 3x02)
- 2002: Equilibrium
- 2002–2003: Der Fall John Doe! (John Doe, Fernsehserie)
- 2003: Visitors
- 2004: 3-Way
- 2004: Blade: Trinity
- 2004: Dr. House (House, M.D., Fernsehserie, Folge 1x07)
- 2004–2005: North Shore (Fernsehserie)
- 2005: The Gravedancers – Ruhe nicht in Frieden (The Gravedancers)
- 2005–2009, 2017: Prison Break (Fernsehserie)
- 2007: Die Fährte des Grauens (Primeval)
- 2009: Balibo (als Produzent)
- 2009: Blood Creek
- 2010: Prison Break – The Final Break (Fernsehfilm)
- 2011: Escapee – Nichts kann ihn stoppen (Escapee)
- 2011: Castle (Fernsehserie, Folge 3x22 Lieben und Sterben in L.A.)
- 2011: Killer Elite
- 2011: Straw Dogs – Wer Gewalt sät (Straw Dogs)
- 2011: House of the Rising Sun
- 2012: Common Law (Fernsehserie, Folge 1x12)
- 2012: Hijacked – Entführt (Hijacked)
- 2012: Bad Karma
- 2013: Operation Olympus – White House Taken (Suddenly)
- 2013: Assault on Wall Street
- 2013: Vikingdom
- 2013: Breakout
- 2013: Ice Soldiers
- 2014: Schwerter des Königs – Die letzte Mission (In the Name of the King III)
- 2014: Motel Room 13 (The Bag Man)
- 2014–2016: The Flash (Fernsehserie, fünf Folgen)
- 2015: Superhero Fight Club (Fernsehfilm)
- 2015: Gridlocked – In der Schusslinie (Gridlocked)
- 2015: The Turn – Verschollen im Südpazifik (Abandoned)
- 2015: Isolation
- 2016–2021: DC’s Legends of Tomorrow (Fernsehserie)
- 2017: Supergirl (Fernsehserie, Folge 3x08)
- 2017: Arrow (Fernsehserie, Folge 6x08)
- 2019: Batwoman (Fernsehserie, Folge 1x09)
- 2021: Blood Red Sky
- 2023: Assassin – Every Body is a Weapon (Assassin)
- 2023: Confidential Informant